# Llindar (percepció)
El llindar és la quantitat mínima de senyal que ha d'estar present per ser registrada per un sistema. Per exemple, la mínima quantitat de llum que pot detectar l'ull humà en la foscor. El llindar és la base de l'exploració psicofísica de les sensibilitats (tàctil, olfactòria, visual o auditiva). Sensibilitat = 1/Umbral. Per a la determinació pràctica del llindar es considera un 50% de probabilitats. És a dir, llindar és la menor quantitat d'estímul que té un 50% de probabilitats de ser detectat.
El punt en què un estímul ocasiona una transmissió d'un impuls nerviós, es denomina llindar. L'estímul ha d'assolir una certa velocitat per ocasionar el llindar o en altres paraules, una mínima reacció, fent necessari l'impuls nerviós. Si la velocitat no és aconseguida, no s'efectua l'impuls nerviós. Aquesta última explicació es coneix com la llei del tot o res.